# Tarbelli

De Aquitaanse stammen aan beide zijden van de Pyreneeën.

De Tarbelli waren een Aquitaanse pre-Romeinse stam die in het huidige zuidwesten van Frankrijk woonden, en de regio tussen de rivier de Adour en de Pyreneeën.

## Woongebied en taal
De hoofdstad van de Tarbelli was Aquae Tarbellicae, gelegen bij het huidige Dax. Ze waren de vroegere inwoners van Labourd, het noorden van Baskenland, in het huidige Franse departement Pyrénées-Atlantiques. Het historische territorium van de Tarbelli correspondeert veel met de omvang van de regio waar Lapurdisch gesproken wordt, een dialect van het Baskisch, een taal die ook wel bekendstaat als het Aquitaans, een uitgestorven taal waarvan de originele dialecten onbekend zijn. Ook de etymologie van de naam Tarbelli is niet zeker, ook al vermoedt men dat de naam afkomstig is van het dorp en later stad Tarbes.

## Geschiedenis
De Tarbelli worden genoemd door Romeinse schrijvers. Volgens Claudius Ptolemaeus lag hun grondgebied ten zuiden van dat van de Bituriges Vibisci. Plinius maior noemt hen Tarbelli Quattuorsignani, wat zoveel als Tarbelli van de vier banieren betekent, toch wordt door hem het epitheton Quattuorsignani niet verklaart. De Tarbelli wisten de aanwezigheid van goud in hun territorium ten volle te benutten en ook door hun koude en warme minaraalbronnen tot enige welstand te komen. Ze leefden echter vooral van landbouw en veeteelt.
In zijn Commentarii de bello Gallico noemt Julius Caesar hen Tarbelli quatuorsignani, Tarbelli van de vier banieren, wat erop duidt dat de Tarbelli vermoedelijk een confederatie tussen vier aparte stammen was.  Naast de hoofdstad Aquae Tarbellicae genoot ook de stad Orthez het aanzien als belangrijke stad. De Tarbelli waren waarschijnlijk nauw verwant met andere Aquitaanse stammen zoals de Vascones, en anderen. Een verbond van de Cantabri en de Aquitaanse stammen, gericht tegen de agressieve Romeinse expansie in Gallië tussen 60-50 v.Chr., werd verslagen door de Romeinse legers. Na de Romeinse verovering werd het gebied van de Tarbelli onderdeel van de verzamelregio genaamd Novempopulania . Tussen de jaren 20-30 van de eerste eeuw kwamen de Aquitaanse stammen in opstand, maar die werd neergeslagen door keizer Octavianus.